# Territori lucèntic
Territori lucèntic és un dels territoris fisiogràfics del País Valencià. El seu nom prové de Lucentum (Alacant) està situat a l'extren sud del país i el seu clima és el més càlid i àrid dels Països Catalans. La seva flora és rica però la vegetació, a causa de l'escassedat de les precipitacions, no domina el paisatge.